# Ledra gutianshana
Ledra gutianshana är en insektsart som beskrevs av Yang och Zhang 1995. Ledra gutianshana ingår i släktet Ledra och familjen dvärgstritar. Inga underarter finns listade i Catalogue of Life.